# Сокіл (Дніпро)
Сокіл (рос. Сокол) — житловий масив у Соборному районі міста Дніпро. Розташований на південно-східній околиці правобережної частини міста між житловими масивами Перемога, Тополя, а також Євпаторійською та Тунельною балками. Поділяється на житлові масиви Сокіл (північно-західна частина) та Сокіл-2 (південно-східна частина), що відділені один від одного магістраллю бульвару Слави.

## Історія
Землі на яких знаходиться ж/м «Сокіл» належали старовинному козацькому селу Лоцманська Кам 'янка.
У 1930-х роках на схилах пагорба, де згодом виник житловий масив, проводились навчання аероклубу «Сокіл». Від  клубу цю ж назву отримав пагорб між Тунельною та Євпаторійською балками. Більша частина  курсантів аероклубу загинула на початку радянсько-німецької війни.
У середині 1970-х років було розроблено генеральний план міста, де зокрема було зпроектовано багатоповерховий житловий масив на пагорбі Сокіл.
У 1980 році розпочато будівництво багатоповерхових будинків житлового масиву «Сокіл-1».
Наприкінці декади зводиться житловий масив «Сокіл-2». 
За Євпаторійською балкою проєктувалось зведення житлового масиву «Сокіл-3», але воно не було здійснене через економічну кризу 1990-х років.

## Забудова та інфраструктура

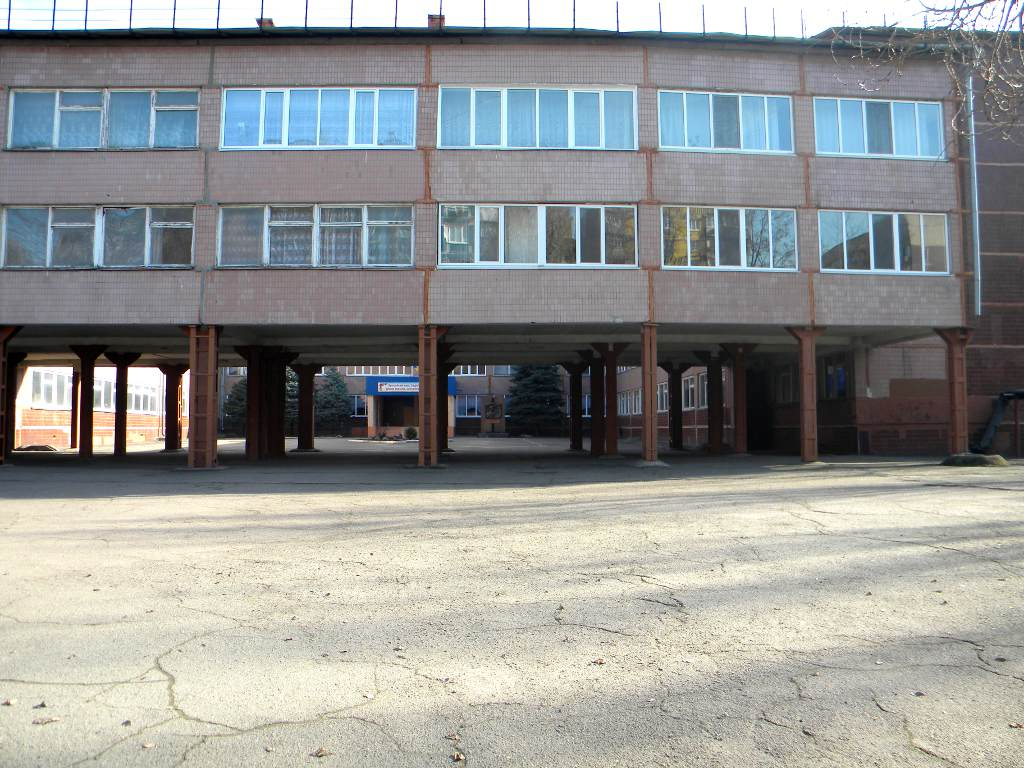
Середня загально-освітня школа № 83 по вул. Маршала Нєдєліна, 1

Характер забудови дев'яти та дванадцяти поверхові будинки (близько десятка на Соколі-1 та приблизно стільки ж на Соколі-2). Головні вулиці житлового масиву: бульвар Слави, вулиця Космічна, вулиця Космодромна, вулиця Космонавта Комарова, вулиця Маршала Нєдєліна, Екіпажний провулок. 
На бульварі Слави розташовані супермаркети «Брусничка» та АТБ, два відділення Нової пошти.
З навчальних закладів діють: Середня загально-освітня школа № 83, загальноосвітня школа-інтернат № 5, ліцей  та 2 дошкільних заклади.

## Транспорт
Район з центром міста з'єднує автобусний маршрут № 157А. 
8 вересня 2018 року відкрито тролейбусний маршрут № 21 «Площа Соборна — ж/м Сокіл-2». Запуск нового маршруту обійшовся міському бюджету в 33 млн гривень. Для того, щоб здешевити будівництво, вирішили не будувати нову тягову підстанцію, а реконструювати стару, яка живить всі тролейбусні маршрути, які прямують через житловий масив Тополя.